# دانشگاه ایالتی میویل

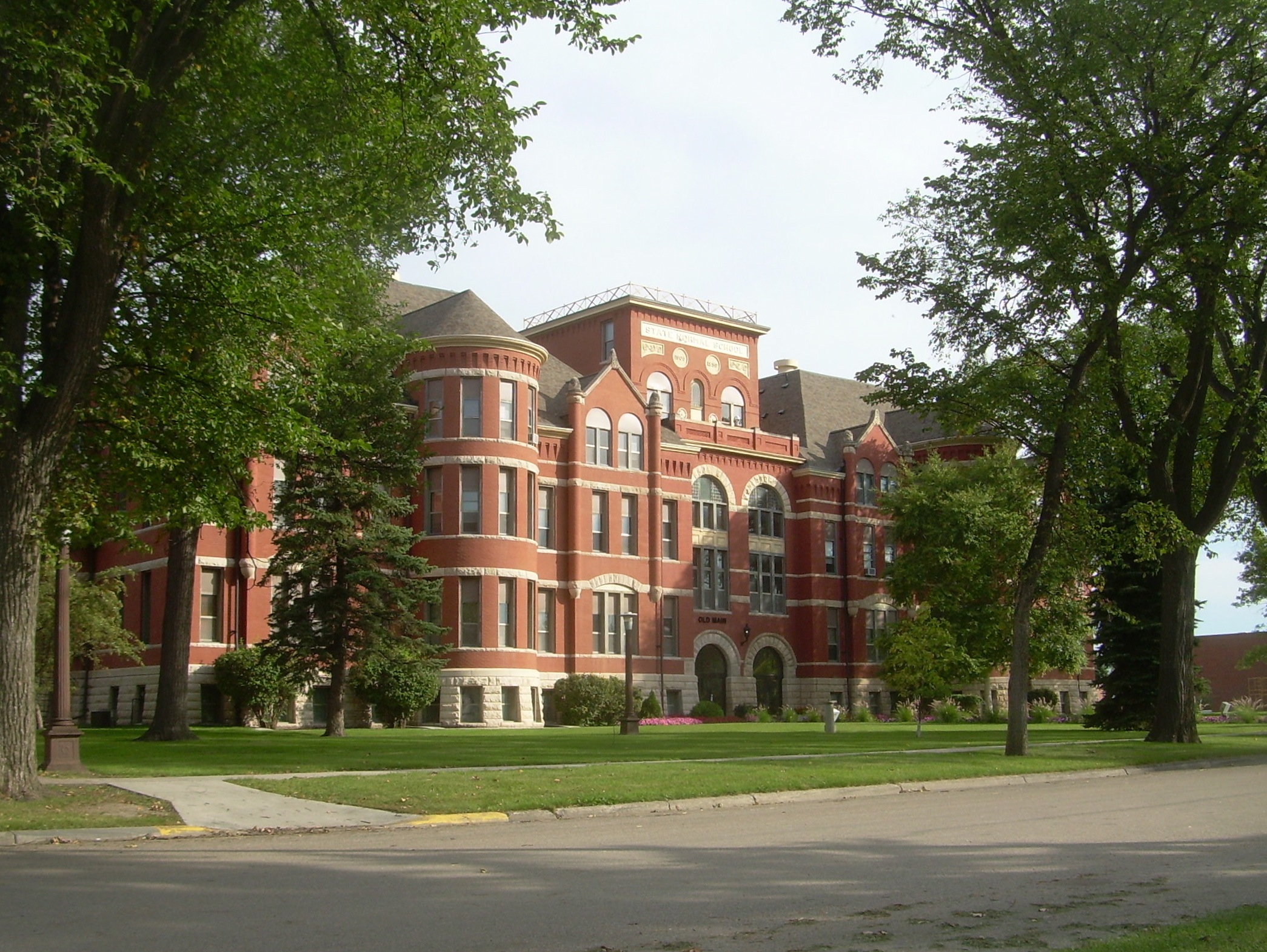

دانشگاه ایالتی میویل (MSU یا MaSU) یک دانشگاه دولتی در میویل، داکوتای شمالی است. این بخشی از سیستم دانشگاه داکوتای شمالی است. در سال ۱۹۸۵، با ایجاد منطقه تاریخی مایویل، چندین ساختمان این دانشگاه به عنوان مکان تاریخی ثبت ملی شد. تیم سافت بال ایالت میویل در یکی از دوره‌های کالج زنان در سال ۱۹۷۶ حضور داشته‌است.